# Lignano Sabbiadoro
Lignano Sabbiadoro (Lignan in friulano e in veneto), fino al 1959 frazione di Latisana, è un comune italiano di 6 928 abitanti dell'Ente di decentramento regionale di Udine, in Friuli-Venezia Giulia. Posta sull'Alto Adriatico, è una località balneare, nota per la sua vocazione turistica.

## Descrizione

### Geografia fisica
Situata in una verde penisola ad una cinquantina di chilometri da Udine ed equidistante (90 chilometri) da Venezia e Trieste, Lignano Sabbiadoro è posta tra la laguna di Marano ad est e nord, la sponda sinistra del fiume Tagliamento a ovest e l'Alto Adriatico a sud: è il comune più meridionale della sua provincia di appartenenza, piccola appendice della bassa pianura veneto-friulana e della bassa friulana.

### Idrografia
Lignano è posto sulla sponda sinistra della foce del fiume Tagliamento che separa il litorale friulano da quello veneto di Bibione.

### Clima
Il clima di Lignano Sabbiadoro è quello tipico della fascia litoranea della bassa pianura friulana, con inverni umidi e moderatamente piovosi ed estate calde e non eccessivamente afose. Le neve è rara e con scarso accumolo. L'autunno e la primavera risultano moderatamente piovose.

## Origini del nome
Il primo accenno al Litus Lugunanus è contenuto nel Chronicon Altinate del XII secolo, in riferimento a fatti storici avvenuti attorno al VI secolo. Nella stessa opera si afferma che il luogo è così chiamato a causa della grande quantità di lupi, forse per accostamento a *Lupinianum o simile.
Chiaramente si tratta di una paraetimologia. L'ipotesi più probabile è che Lignano sia un prediale (vedi la tipica formazione -ānus) derivato da un personale di difficile identificazione; per Giovanni Frau potrebbe essere Alonius o Elonius. In alternativa, potrebbe collegarsi ad alluvies "alluvioni", condividendo l'origine con la vicina Lugugnana di Portogruaro.
"Sabbiadoro" è un'invenzione moderna, che cominciò ad essere utilizzata nella prima metà del Novecento in concomitanza con lo sviluppo del turismo balneare (alcuni ne attribuiscono la paternità a Gabriele D'Annunzio). Fu ufficializzata in occasione dell'istituzione del comune.

## Storia
Lignano era già abitata ai tempi dei Romani che avevano costruito un presidio militare per il controllo della laguna, situazione che venne riconfermata anche nel Medioevo. Fino all'arrivo della Repubblica di Venezia la località contava 8 abitanti insediati sulla punta. Non era possibile accedere con i carri, ma solo a piedi lungo quella che divenne la nuova Statale (che a Lignano continua con il nome di via Tarvisio-via Latisana). L'antica via romana Via Crescenzia entrava invece su quello che diventerà corso Alisei - viale Centrale. Per accedere con carri era necessario raggiungere il villaggio con zattere attraversando tutta la laguna. La strada d'accesso costruita dai Romani non fu mai carrozzabile e neppure lastricata, rimase sempre come sentiero.
Collegata all'entroterra dalla strada regionale 354, Lignano ha sviluppato la sua vocazione turistica negli anni trenta del Novecento. I primi insediamenti alberghieri risalgono tuttavia all'inizio del 1900 quando la penisola non era raggiungibile via terra, ma solo in barca attraverso la laguna di Marano, rappresentando una delle più antiche stazioni balneari d'Italia. All'epoca la penisola lignanese era quasi interamente ricoperta da una foresta di pini e gli unici insediamenti rurali erano situati lungo il litorale della laguna.
Nel 1903 fu costruito il primo modesto impianto balneare, grazie ai finanziatori veneti Bregant, Poletti, Vighy e all'impresario Alessandro Toffano, e il primo albergo, per impulso di Angelo Marin, Mario Piani e Luigi Piani. Tuttavia, a causa della malaria, diffusa nelle paludi adiacenti alla penisola, lo sviluppo di Lignano si ebbe solo dopo le opere di bonifica dei territori malsani, effettuate nel corso degli anni venti. Nel 1926 fu aperta la prima strada comunale fra la località di Lignano e Latisana che permise la nascita di un primo nucleo abitativo (nel 1931 si contavano già alcune centinaia di residenti). Nell'anno 1935, con l'istituzione di un'Azienda di Soggiorno e Turismo, venne aggiunto il nome di Sabbiadoro a scopo promozionale.
Tre anni più tardi (1938) Lignano Sabbiadoro contava circa mille posti letto con un movimento turistico valutabile in oltre sessantamila presenze. Lo sviluppo vero e proprio della cittadina, iniziato a partire dal piano regolatore del 1936, fu frenato dallo scoppio della seconda guerra mondiale, ma riprese a ritmi sostenuti negli anni cinquanta. Nel 1953 l'architetto Marcello D'Olivo crea e sviluppa un originale progetto urbanistico per la rete viaria di quella che diventerà Lignano Pineta.
Nasce in quegli anni la celebre chiocciola che diverrà successivamente uno dei simboli della cittadina friulana. Nel 1951 la frazione di Lignano Sabbiadoro contava circa 1 200 abitanti. Alla fine di quello stesso decennio gli abitanti erano quasi raddoppiati. Divenne comune autonomo da quello di Latisana nel 1959.
Lo scrittore Giorgio Scerbanenco visse a Lignano gli ultimi anni della sua vita e vi ambientò alcuni dei suoi romanzi.

### Simboli

Il gonfalone comunale

Lo stemma e il gonfalone di Lignano Sabbiadoro sono stati concessi con decreto del presidente della Repubblica del 1º luglio 1965.
Il gonfalone è un drappo troncato d'oro e d'azzurro.
Il comune ha scelto di porre nel proprio stemma l'oro della spiaggia, l'azzurro del mare e la forma a spirale di Lignano Pineta progettata nel 1953 dall'architetto Marcello d'Olivo che attirò l'attenzione del mondo su Lignano e ne diventò il simbolo.

## Monumenti e luoghi di interesse
Chiesa di Santa Maria del Mare
La chiesa di Santa Maria è stata costruita nel Quattrocento, nel borgo di Bevazzana nel comune di Latisana sulle rive del Tagliamento. Nel 1965-1966 è stata smontata e ricostruita nella pineta del GETUR per salvarla da una piena del fiume. Sull'abside sono stati collocati una serie di affreschi di lode alla Madonna, originariamente posti su pannelli e risalenti a circa il 1470, di autore anonimo. L'altare in pietra è stata rinvenuto durante i lavori di trasloco ed apparteneva in origine a un oratorio paleocristiano o altomedievale che sorgeva sul luogo in cui in origine era stata edificata la chiesa. Sono inoltre presenti un'acquasantiera del 1498, una scultura in pietra raffigurante la Madonna che allatta il Bambino del Pilacorte e una scultura in legno dipinto della Madonna con Bambino quattrocentesca. Su uno dei muri esterni è presente il frammento di un protome in marmo raffigurante la Medusa risalente a un periodo compreso tra l'età traianeia e il III secolo, rinvenuto nel 1990 sul sito originario della chiesa.

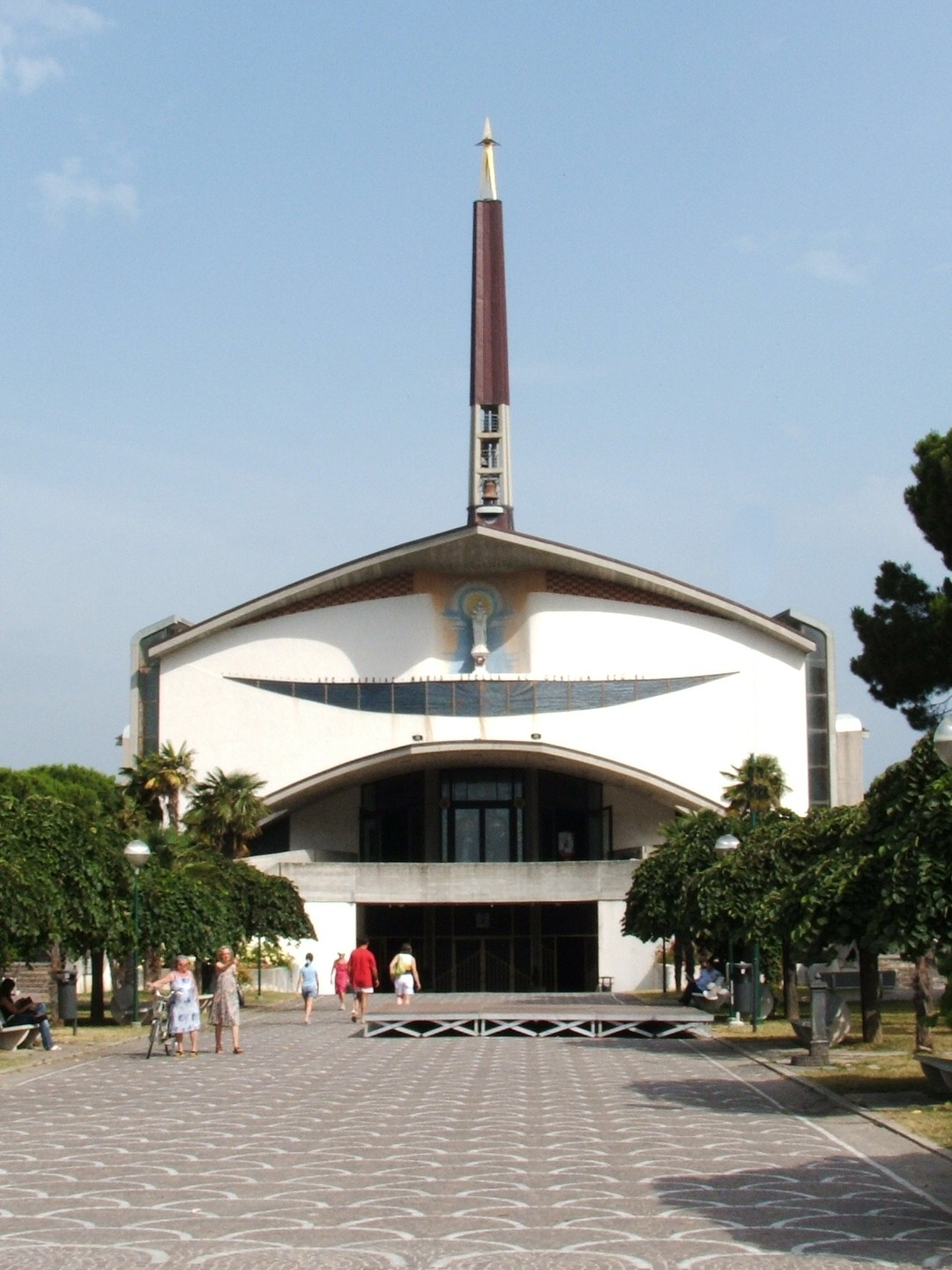
Chiesa di San Giovanni Bosco
La prima chiesa parrocchiale di San Giovanni Bosco, realizzata tra il 1937 ed il 1938 fu abbattuta durante gli eventi bellici. La nuova chiesa fu eretta nel 1945, poi ristrutturata e ingrandita dal 1989. La chiesa superiore, più ampia, è stata intitolata alla Madonna dell’Adriatico, mentre la Cripta ha mantenuto la dedicazione a San Giovanni Bosco. La concezione architettonica della chiesa superiore è moderna, l’interno della cripta è ad aula unica.
Terrazza Mare
Simbolo della località è la Terrazza Mare del celebre Architetto Aldo Bernardis, inaugurata nel 1972, che riprende le forme e l'idea del Teatro dell'Opera di Sydney in Australia. Vero simbolo della spiaggia di Lignano, la storica Terrazza ha vinto numerosi premi negli anni per la bellezza architettonica della struttura. È inserita nell'atlante di architettura contemporanea. Nel 2024 è previsto un rinnovo della struttura, tenendo conto dell'aspetto ecologico ed energetico.

## Società

### Evoluzione demografica
Abitanti censiti

### Etnie e minoranze straniere
Al 31 dicembre 2023 gli stranieri residenti nel comune sono 832, ovvero il 12,1% della popolazione. Di seguito sono riportati i gruppi più consistenti:
1. Romania, 198
2. Albania, 152
3. Ucraina, 47

### Lingue e dialetti
A Lignano Sabbiadoro, accanto alla lingua italiana, la popolazione utilizza parzialmente la lingua friulana. Anche la lingua veneta risulta particolarmente utilizzata e compresa da parte della popolazione vista la vicinanza al confine regionale.
Ai sensi della deliberazione n. 2680 del 3 agosto 2001 della Giunta della Regione autonoma Friuli-Venezia Giulia, il Comune è inserito nell'ambito territoriale di tutela della lingua friulana ai fini della applicazione della legge 482/99, della legge regionale 15/96 e della legge regionale 29/2007.

## Geografia antropica

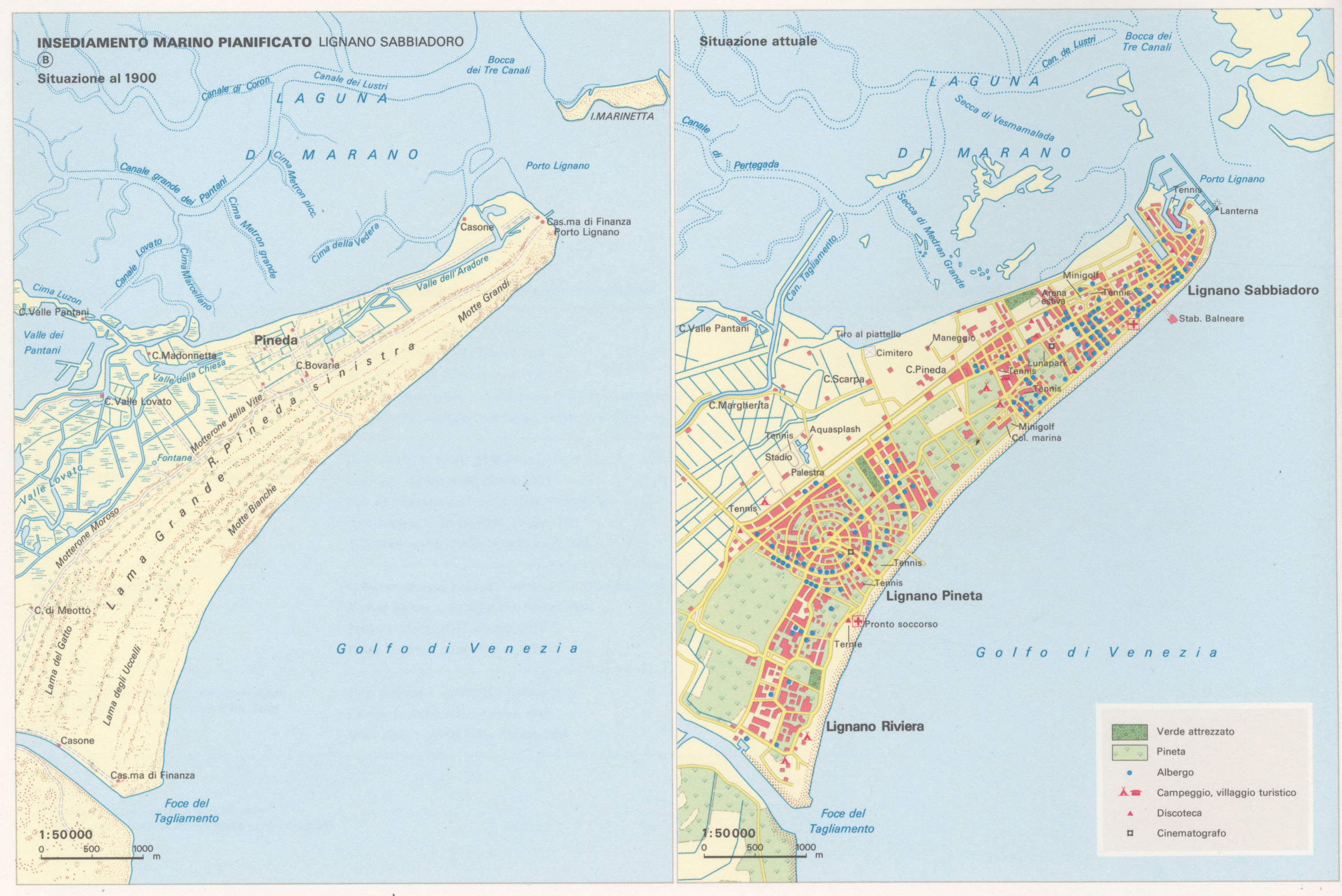
Evoluzione urbanistica di Lignano Sabbiadoro nel XX secolo

### Urbanistica
L'impianto urbanistico di Lignano Pineta a forma di spirale fu progettato nel 1953 dall'architetto Marcello D'Olivo è soprannominato la "chiocciola di Pineta". Con un "costrutto" centrale di negozi e servizi, zone verdi. Nel 1980 fu costruito il Parco Zoo di Punta Verde, su una superficie di 18 ettari e nel 1984 venne inaugurato il Parco Hemingway in ricordo dello scrittore statunitense che vi soggiornò. Simbolo distintivo della località è la Terrazza a Mare, realizzata su progetto di Aldo Bernardis e inaugurata nel 1972.

### Suddivisioni storiche
Il comune non riconosce alcuna sottodivisione amministrativa (frazioni o località) ed effettivamente Lignano si presenta come un unico agglomerato urbano dal quale si distingue solo il piccolo nucleo abitato di Casabianca. Il centro può essere però suddiviso in 3 quartieri, indicati anche dalla segnaletica interna alla cittadina. All'estremità nordest, presso l'imboccatura del porto di Lignano, si trova Sabbiadoro, che rappresenta il nucleo più "antico" e la sede del municipio. Segue, più a sud-ovest, il nucleo di Pineta e, ancora oltre, presso il confine con Bibione (rappresentato dal Tagliamento), Riviera. La già citata Casabianca sorge a nordovest di Riviera.

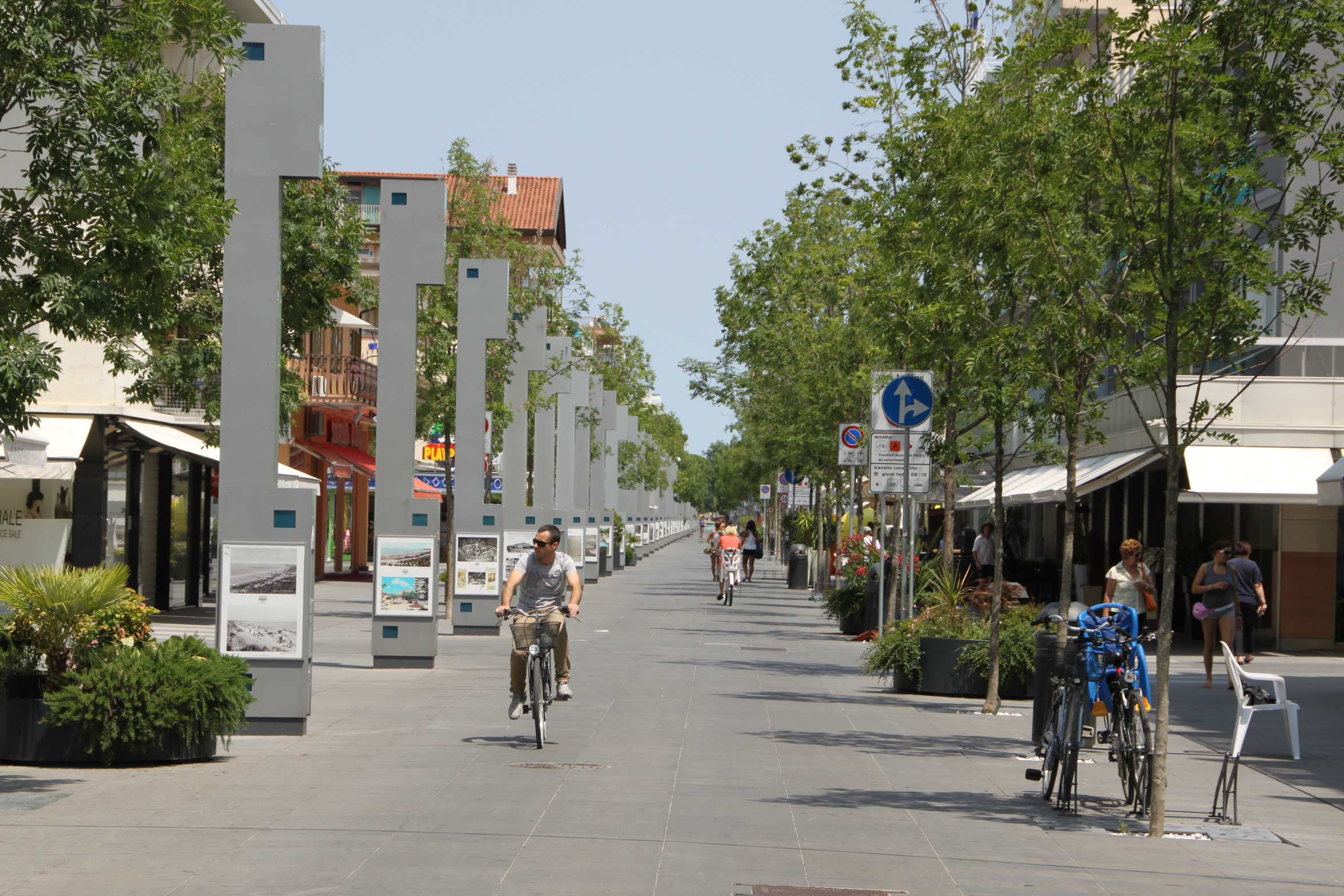
Il centro.
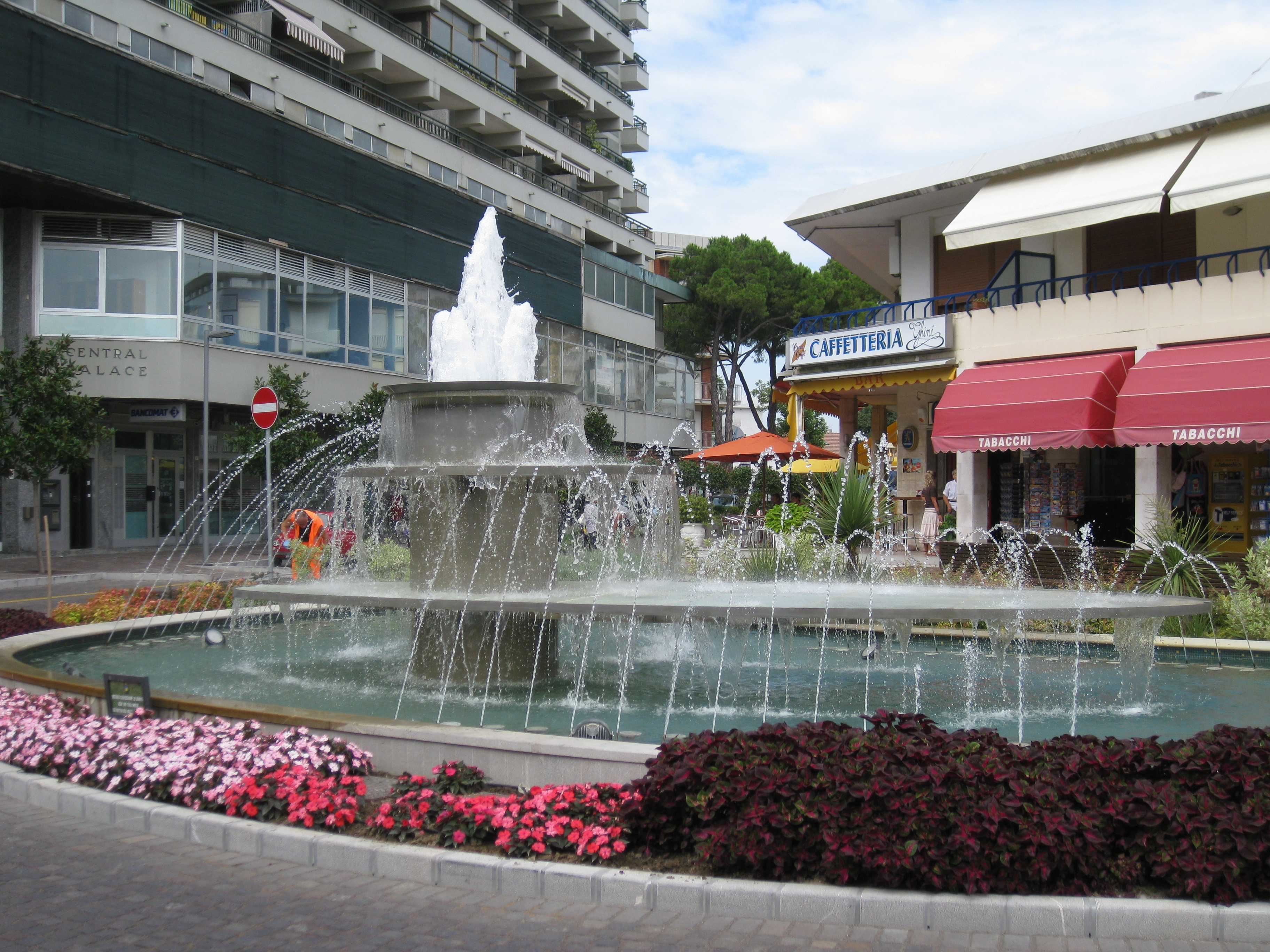
Fontana.
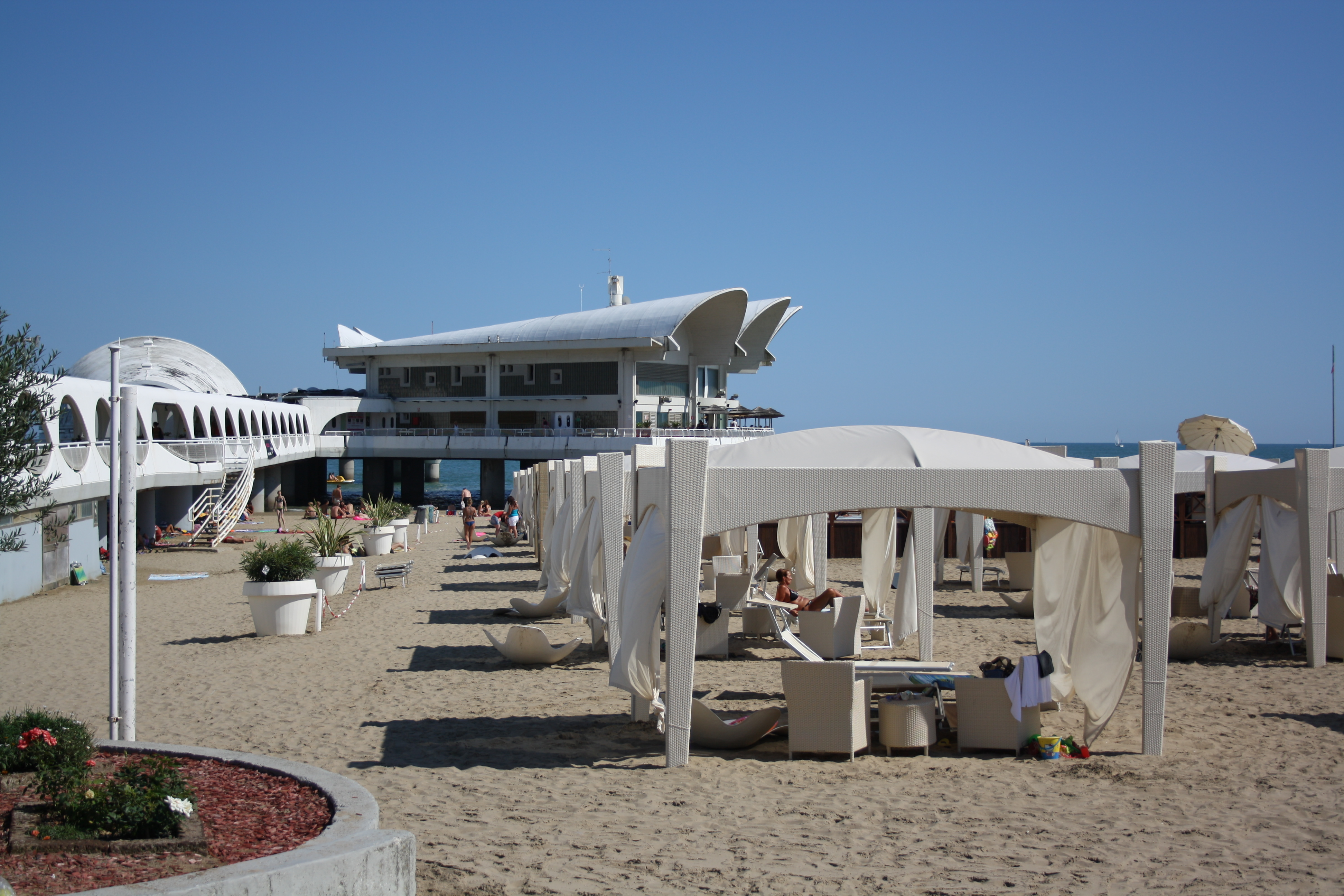
La spiaggia con la Terrazza a Mare.
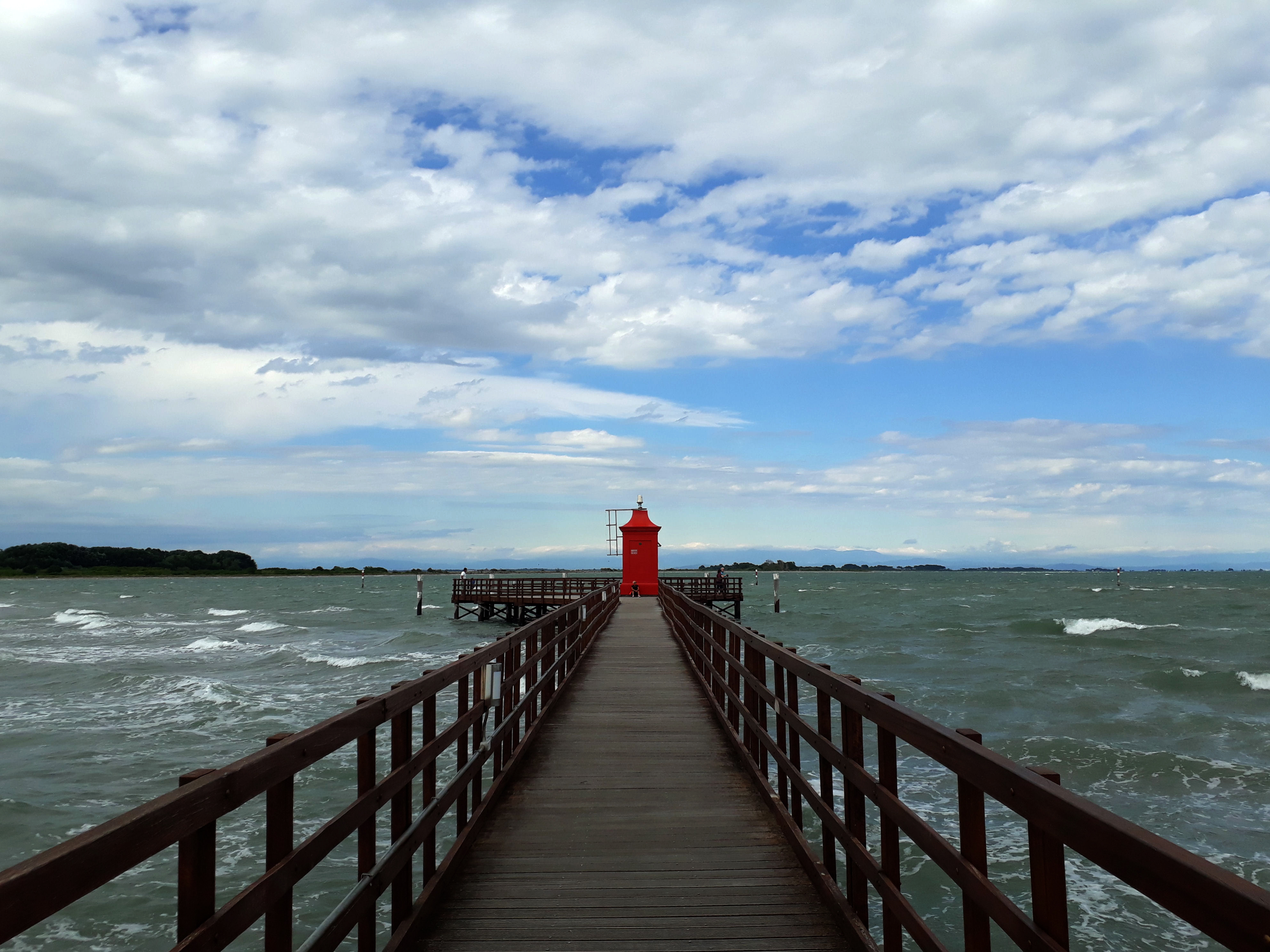
Lignano Sabbiadoro, il faro dopo il restauro.

## Economia

### Turismo

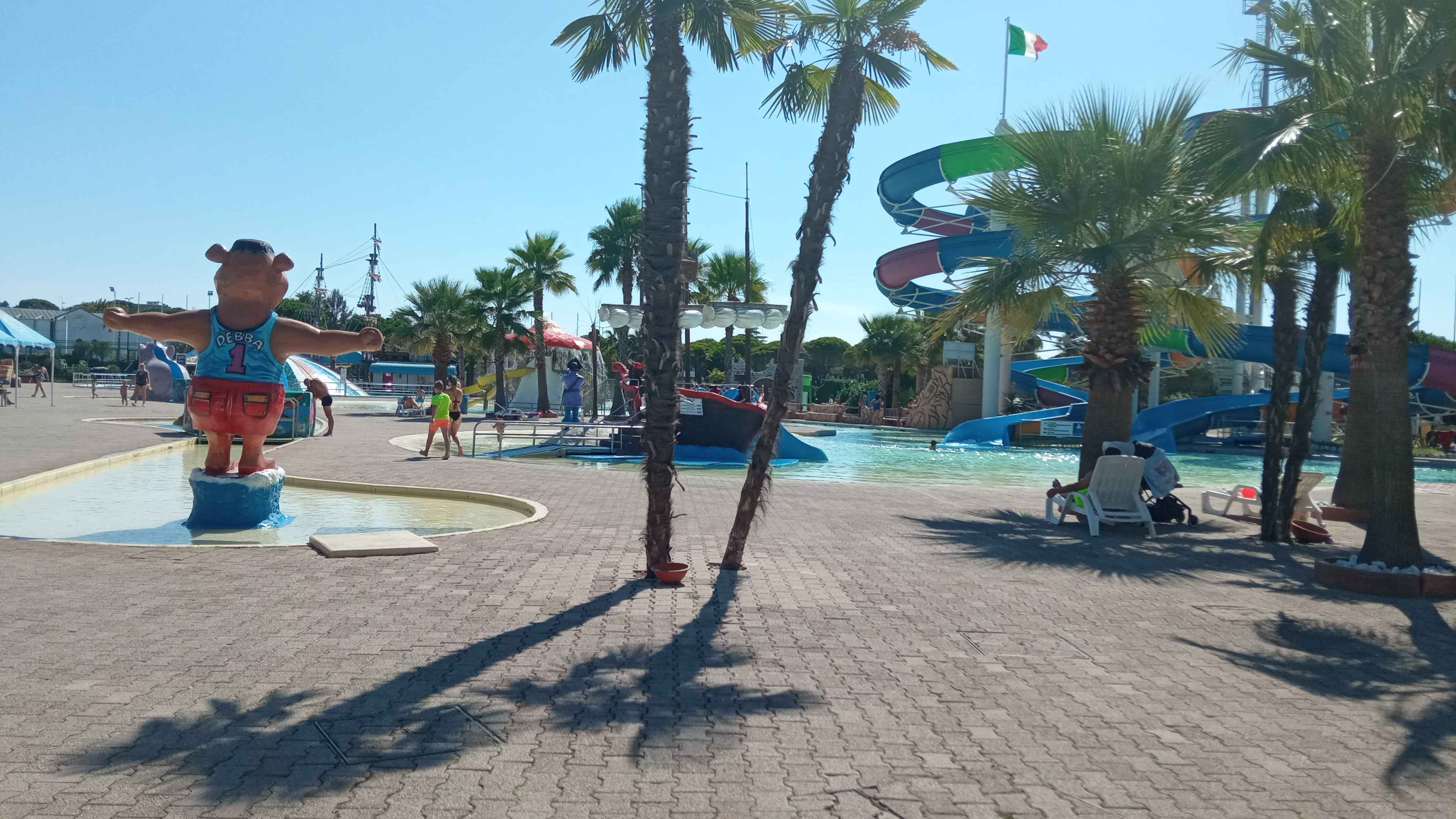
Acquasplash a Lignano, il primo parco acquatico inaugurato in Italia

Lignano vanta un complesso di infrastrutture nautiche da diporto, con circa 5000 posti barca e 7 darsene. Ha un litorale e una spiaggia suddivisa in tre zone (Sabbiadoro, Pineta e Riviera), che si estendono per circa 8 km con infrastrutture ricettive e ricreative. La presenza turistica è molto elevata con circa 5000000 di presenze annuali. Da alcuni anni Lignano fa parte, unitamente ai comuni di Grado e Aquileia, del comprensorio turistico lagunare della Bassa Friulana di cui concorre ad incentivare lo sviluppo, l'economia e i consumi agricoli.
Il comune ha ottenuto per molti anni il riconoscimento Bandiera Blu della FEE alle migliori località costiere europee. A Lignano si trova il primo parco acquatico aperto in Italia e secondo in Europa battezzato Acquasplash e il luna park Strabilia. Nel 1954 lo scrittore e premio Nobel per la letteratura Ernest Hemingway descrisse la località come la "Florida d'Italia".
Inoltre, l'arena Alpe Adria di Lignano Sabbiadoro è stata una delle sedi storiche del Festivalbar ospitando la manifestazione per molti anni consecutivamente.

## Infrastrutture e trasporti

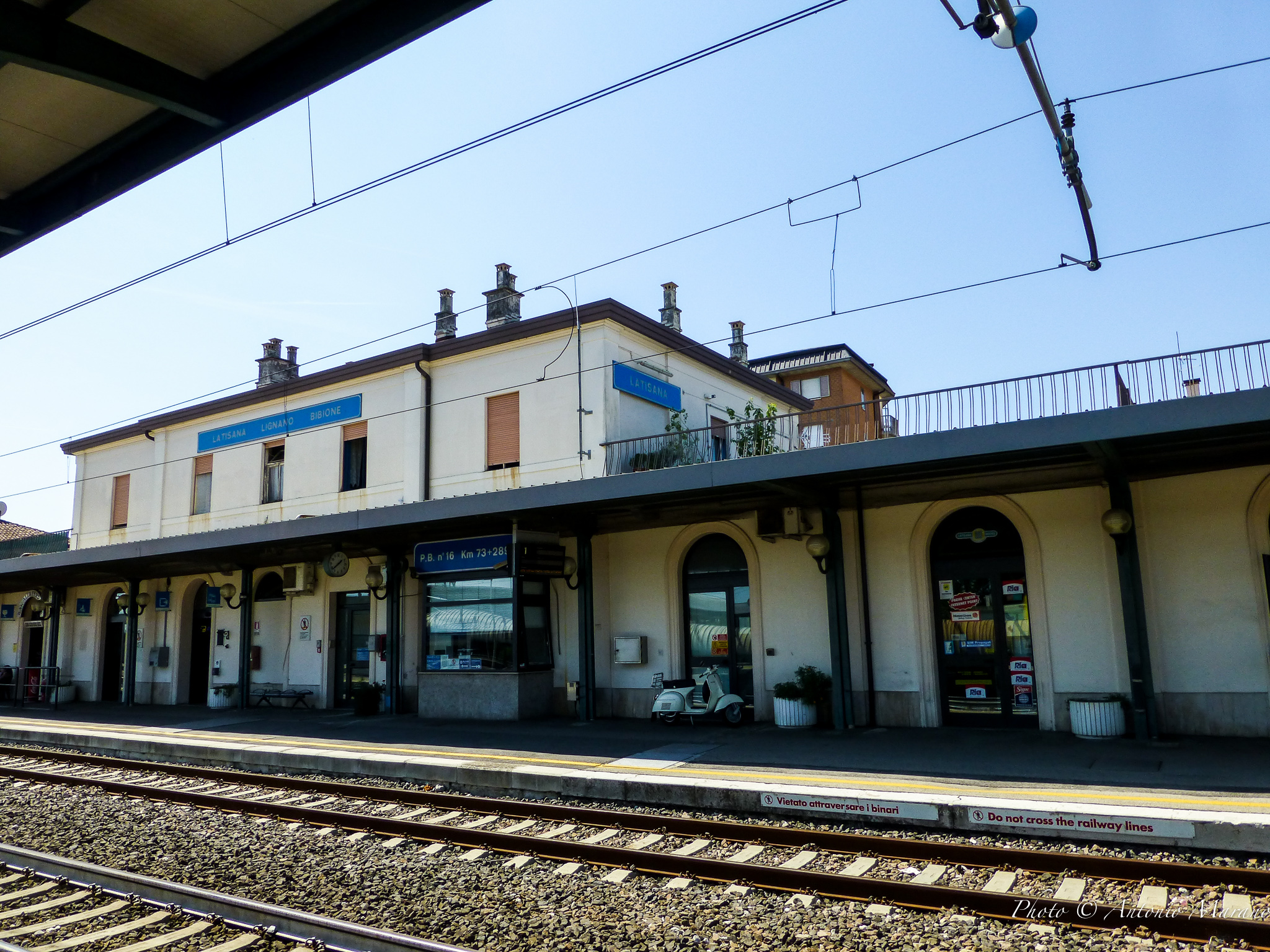
Stazione di Latisana-Lignano-Bibione

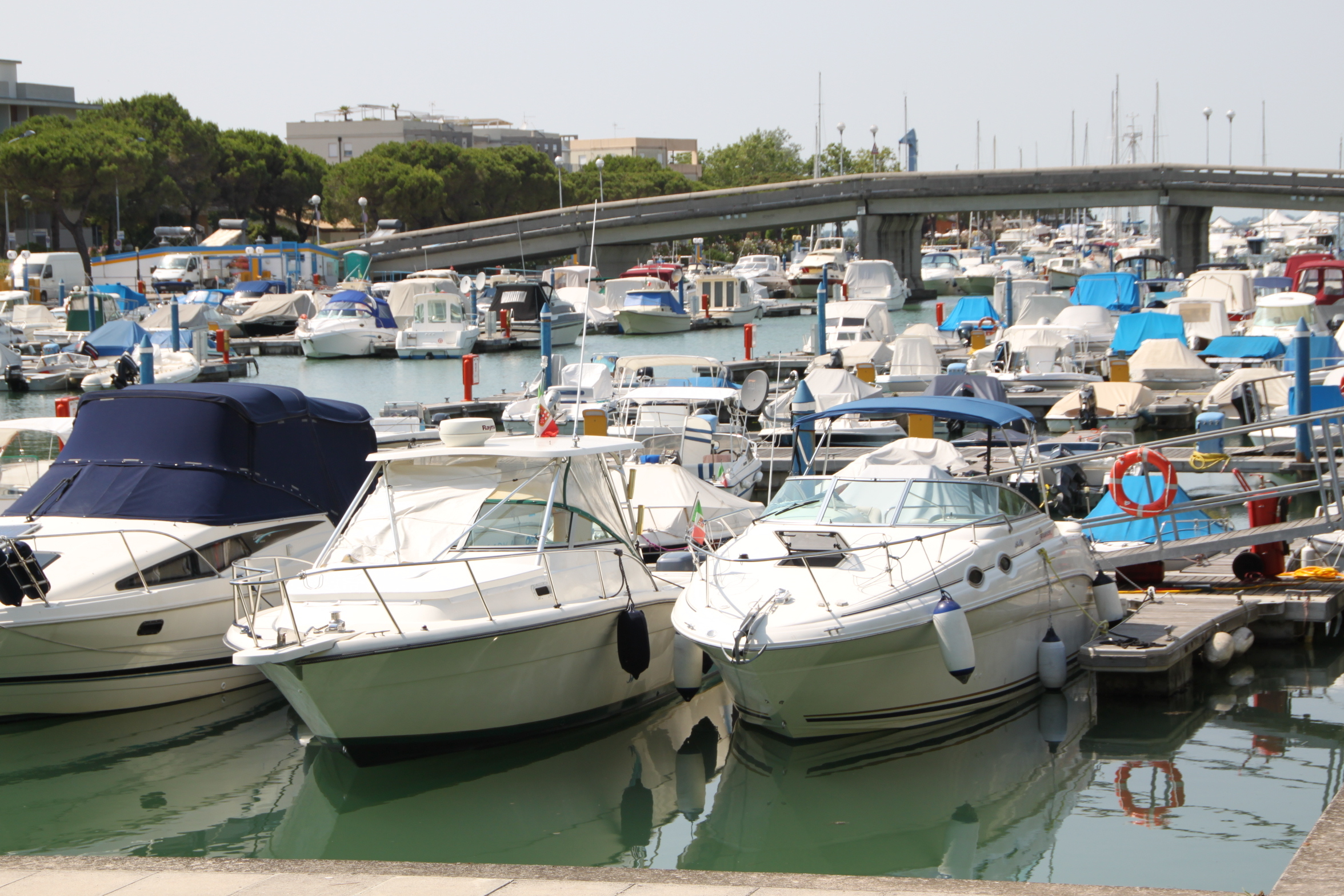
Porto turistico

### Strade
Il comune è collegato all'autostrada A4 e al resto della rete stradale nazionale dalla strada regionale 354 di Lignano. Un ponte sul fiume Tagliamento lo collega alla vicina località balneare di Bibione.

### Ferrovie
Il comune è servito dalla stazione ferroviaria di Latisana-Lignano-Bibione, posta sulla ferrovia Venezia-Trieste, localizzata nella vicina Latisana e collegata a Lignano attraverso autobus di linea e al servizio dedicato "LignanoLink" che con un'unica soluzione di viaggio collega Lignano alla rete ferroviaria nazionale. La stazione di Latisana è servita da collegamenti regionali e a lunga percorrenza con servizi Intercity, Frecciarossa e Italo lungo le principali direttrici Lubiana/Trieste-Milano/Torino e Venezia-Firenze/Roma/Napoli.

### Porti
Nella località e nei suoi dintorni sono presenti sette strutture portuali turistiche, posizionate intorno alla penisola di Lignano, per un totale di più di 5000 posti barca: Marina Capo Nord, Marina Punta Faro, Marina Punta Gabbiani, Marina Punta Verde, Marina Uno, Darsena di Aprilia Marittima, Darsena Porto Vecchio.

### Mobilità urbana
Lignano Sabbiadoro dispone di un servizio urbano di autobus, gestito dall'azienda Arriva Udine di Udine che durante il periodo estivo è operativo anche in tutte le ore serali e notturne. È presente una stazione per il servizio interurbano e servizi a lunga percorrenza nazionali come Flixbus.
Arriva Udine gestisce un servizio marittimo stagionale di motonavi passeggeri per Marano Lagunare, Grado e Bibione.

## Amministrazione

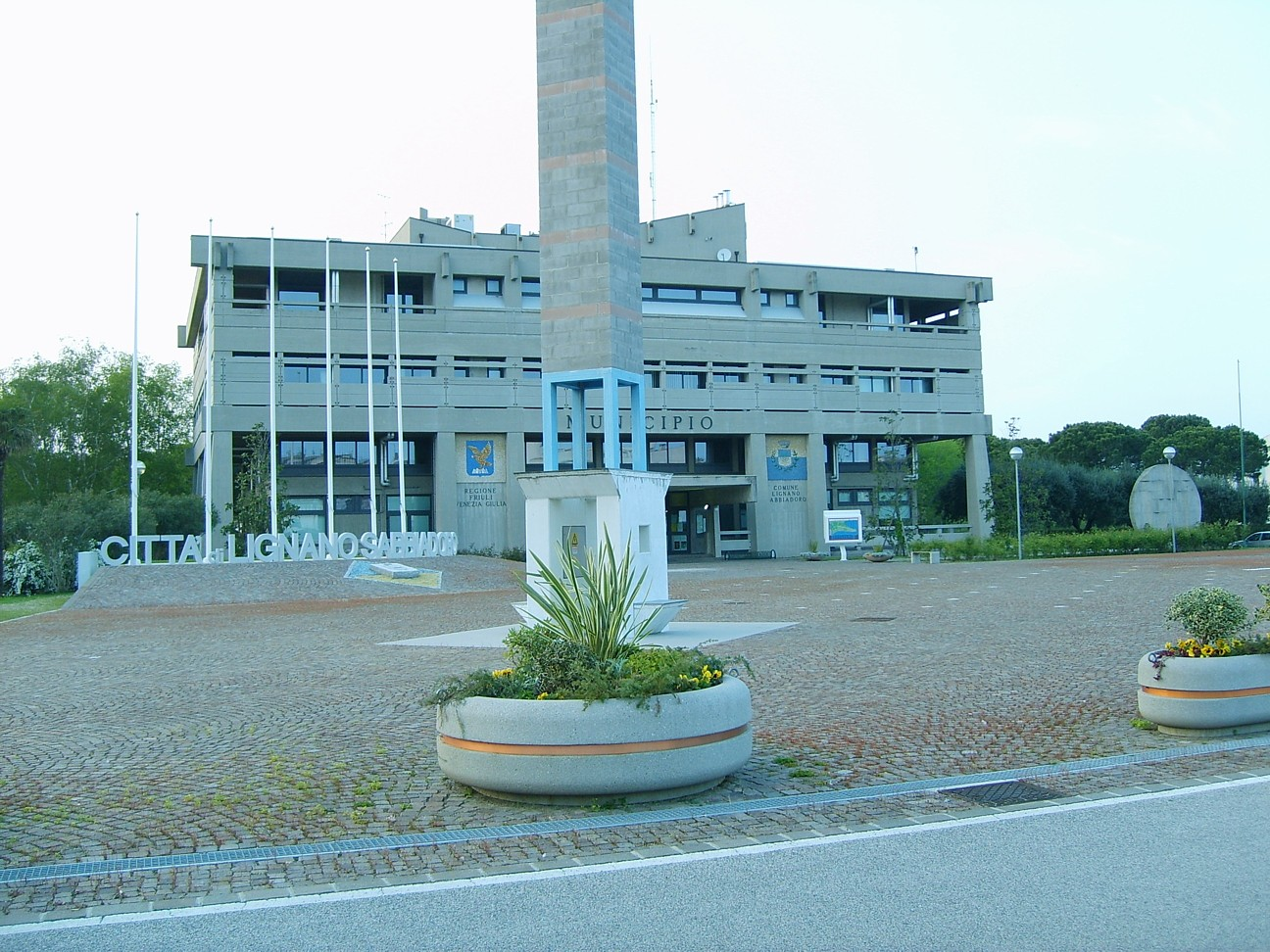
Il municipio di Lignano

### Sindaci dal 1960
| Periodo | Periodo   | Primo cittadino  | Partito                       | Carica                    | Note |
| ------- | --------- | ---------------- | ----------------------------- | ------------------------- | ---- |
| 1960    | 1967      | Guido Teghil     | Democrazia Cristiana          | Sindaco                   |      |
| 1967    | 1970      | Umberto Martin   | Lista civica                  | Sindaco                   |      |
| 1970    | 1971      | Michele Tedesco  | Lista civica                  | Sindaco                   |      |
| 1971    | 1974      | Giulio Gnesutta  | Democrazia Cristiana          | Sindaco                   |      |
| 1974    | 1980      | Emilio Zatti     | Democrazia Cristiana          | Sindaco                   |      |
| 1980    | 1990      | Steno Meroi      | Partito Socialista Italiano   | Sindaco                   |      |
| 1990    | 1993      | Carlo Barberis   | Democrazia Cristiana          | Sindaco                   |      |
| 1993    | 1994      | Domenico Troisi  |                               | Commissario Straordinario |      |
| 1994    | 1998      | Stefano Trabalza | Forza Italia                  | Sindaco                   |      |
| 1998    | 2002      | Virgilio Sandri  | Coalizione di centro sinistra | Sindaco                   |      |
| 2002    | 2012      | Silvano Delzotto | Coalizione di centro destra   | Sindaco                   |      |
| 2012    | 2022      | Luca Fanotto     | Lista civica (Csx)            | Sindaco                   |      |
| 2022    | in carica | Laura Giorgi     | Forza Italia (Cdx)            | Sindaco                   |      |

## Sport
Nei primi anni settanta furono organizzati numerosi incontri di pugilato, fra cui anche alcuni campionati del mondo che videro protagonisti campioni italiani, come Franco Udella e Bruno Arcari.
Ha sede nel comune la società Beach Soccer Lignano Sabbiadoro, fondata nel 1999.
Nel 2005 Lignano ha ospitato il "Festival olimpico della gioventù europea" estivo.
Si svolge a Lignano la "Marathon SUP", pagaiata di 23 km di percorso tra le isole e i fiumi intorno alla penisola.
A partire dall'ottobre del 2020, il Pordenone Calcio militante in Serie B ha giocato le proprie partite interne presso lo Stadio Guido Teghil di Lignano, vista la non conformità dell'impianto pordenonese per il campionato cadetto.